# Thủy thủ Sao Kim
Aino Minako (愛野 美奈子 (Ái-Dã Mĩ-Nại-Tử)), được biết nhiều hơn với cái tên Sailor Venus (セーラー ヴィーナス Sērā Vīnasu) là một nhân vật trong bộ truyện Sailor Moon được viết bởi Naoko Takeuchi. Bên cạnh Sailor Moon, Minako là lãnh đạo của nhóm Chiến binh Thủy thủ (Inner Senshi), cô chiến đấu để bảo vệ Hệ mặt trời.
Minako là chiến binh thứ tư xuất hiện trong Sailor Moon mặc dù cô là người đầu tiên thức tỉnh sức mạnh của mình. Minako mang trong mình sức mạnh của ánh sáng, cô là Chiến binh của tình yêu và sắc đẹp (愛と美の戦士) hoặc Chiến binh của tình yêu (愛の戦士) dưới sự giám hộ của Hành tinh của sắc đẹp (美の星).
Minako là Chiến binh Thủy thủ duy nhất có một Series dành riêng cho mình, đó là bộ truyện ngắn Codename: Sailor V (được cho là tiền truyện của Sailor Moon). Trong bộ truyện này, Minako là nhân vật chính, lấy danh nghĩa là Sailor V (セーラーＶ Sērā V) - viết tắt của từ Venus, cô chiến đấu với một nhóm các nhân vật phản diện gọi là Cơ quan Bóng Tối, đứng đầu là Danburite.
Ngoài ra, Minako còn có mặt trong ngoại truyện Trận chiến trường nữ sinh của Rei và Minako.

## Thân thế
Minako Aino sinh ngày 22 tháng 10 thuộc chòm sao Thiên Bình, mang nhóm máu B, là hóa thân hiện tại của Sailor Venus và là hình dạng người thường của Sailor V. Cô xuất hiện lần đầu trong bộ truyện ngắn Codename: Sailor V. Minako là người đầu tiên được thức tỉnh bởi một chú mèo trắng tên là Artemis đến từ mặt trăng, sớm hơn một năm so với Sailor Moon. Minako gặp Artemis lần đầu năm 13 tuổi, trong giờ học thể dục cô nhìn thấy Artemis và ngã vào cậu sau khi cô làm hỏng một động tác xoay vòng trên cao. Artemis giải thích với Minako rằng sao Kim và Trái Đất là hành tinh sinh đôi vì chúng có kích thước và khối lượng gần giống nhau, và sao Kim là hành tinh mẹ nên cô phải bảo vệ Trái Đất khỏi kẻ xấu. Artemis cho cô thấy lâu đài Magellan và nói đó là lâu đài của cô. Trong vai trò làm Sailor V, cô đã chiến đấu với cả Cơ quan Bóng Tối lẫn cả những tên tội phạm thông thường, trở nên nổi tiếng trước khi các Thủy thủ khác được thức tỉnh. Bên cạnh Thủy thủ Sao Diêm Vương (Sailor Pluto), có thể nói rằng Sailor Venus không hoàn toàn là một con người, bởi cô là hiện thân của Nữ thần Tình yêu và sắc đẹp Venus.
Minako được cho là có ngoại hình khá nhỏ bé, chỉ cao hơn Usagi và thường xuất hiện cùng cộng sự của mình là chú mèo Artemis, cô có mái tóc vàng óng và đeo thêm một chiếc nơ đỏ sau đầu. Trong series Codename: Sailor V, mối tình đầu của Minako đã khen cô đeo nơ đỏ rất đẹp nhưng về sau anh ta đã biến thành kẻ thù và cô đã phải tiêu diệt anh, Minako luôn đeo nơ đỏ kể từ đó. Trong manga và anime, đồng phục học sinh của Minako khác với các Thủy thủ khác trong nhóm vì cô học tại Shiba Koen thay vì Azabu Juuban. Về sau, Minako học chung với Usagi, Ami và Makoto tại trường cấp 3 Juuban.

### Manga và Anime 90s

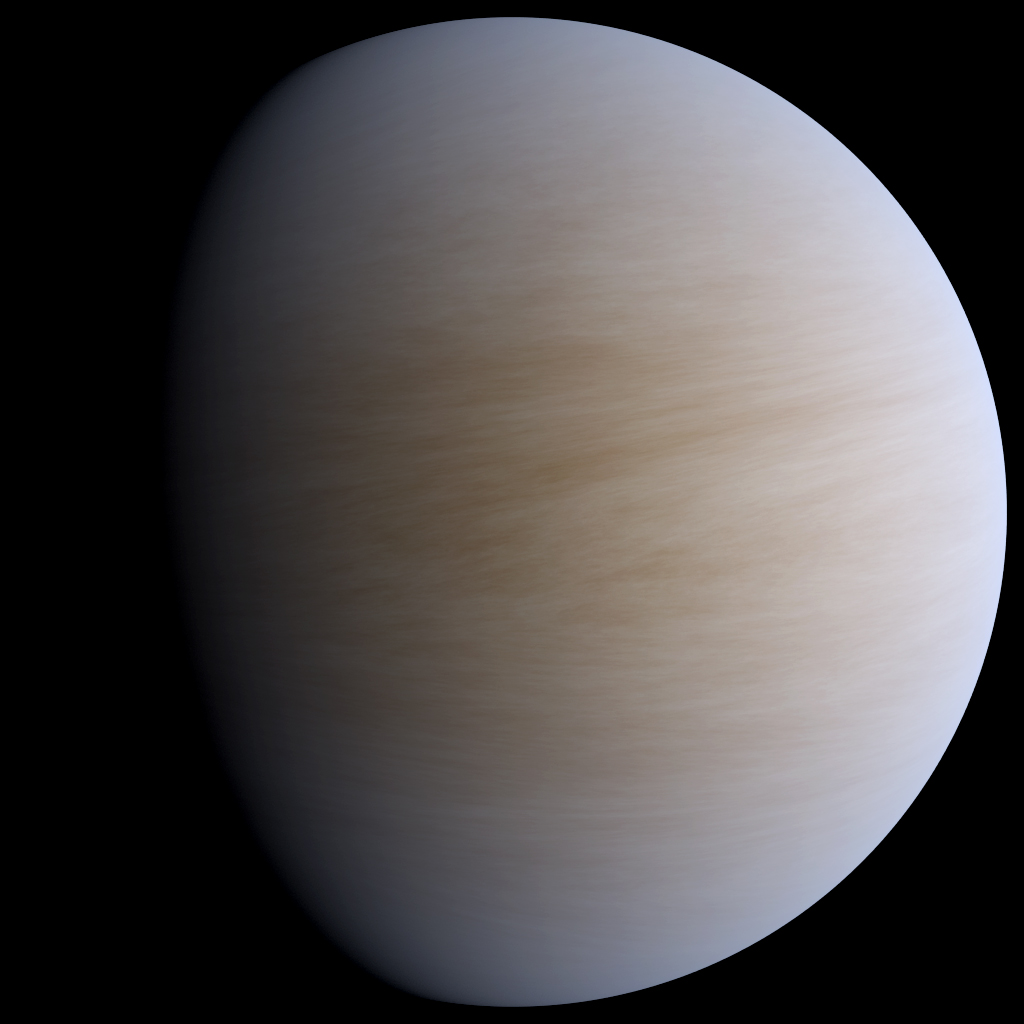
Minako trong đồng phục học sinh dưới nét vẽ của tác giả Naoko Takeuchi

Minako được miêu tả là một cô gái năng động, dịu dàng, thân thiện và lãng mạn, tuy đôi lúc hơi trẻ con, đãng trí nhưng cũng rất nghiêm túc. Trong manga, phần nghiêm túc của Minako được thể hiện nhiều hơn khi cô là Sailor Venus (đây cũng là biểu hiện thường có đối với các Chiến binh Thủy thủ khác), nhưng cô vẫn hết lòng vì bạn bè và với nhiệm vụ của một Chiến binh. Ngoài ra, tính cách của Minako có thể thay đổi linh hoạt vào các thời điểm khác nhau, tao nhã, yêu kiều, nhạy bén hay sôi nổi.
Giống như Usagi, Minako học cũng khá kém. Nhưng về thể thao, cô lại hơn hẳn Usagi, nhất là môn bóng chuyền. Cô rất thích môn thể dục và ghét môn Toán. Cô còn thường xuyên nhầm lẫn giữa các câu nói, tục ngữ với nhau trong anime. Đôi khi cô gọi mình là "Nữ thần tình yêu", một danh hiệu cô sử dụng khi giải quyết những rắc rối về tình yêu của người khác. Ngoài ra Minako còn có sở thích theo đuổi các thần tượng, khao khát trở thành idol và luôn thể hiện tình yêu với ca hát bằng cách tham gia các buổi audition.
Mặc dù vui vẻ, sôi nổi là thế nhưng cũng có lúc Minako lo lắng, tự ti. Điển hình như Act 43 trong manga, lúc Minako đột nhiên không thể biến thân thành Chiến binh Thủy thủ trong một khoảng thời gian, cô đã nổi nóng với các bạn vì tự ti, ganh tị khi thấy họ nhắc tới nhóm Outer Senshi quá nhiều và cho rằng họ nghĩ cô là một trưởng nhóm không đáng tin cậy. Hay trong anime tập 109, cô lo lắng mình không có trái tim trong sáng bởi vì trong các bạn, chỉ còn duy nhất mình cô là chưa bị kẻ thù săn đuổi vì có trái tim trong sáng.
Trong anime 90s, Minako có khả năng nói tiếng Anh hơn Ami, hoặc ít nhất là hơn Usagi, Makoto và Rei (mặc dù cô không thích môn tiếng Anh) và Usagi đã đòi cô phải dạy lại. Điều này đã được chứng minh rõ nhất trong tập 108, trong đó cô có thể nói chuyện bằng tiếng Anh một cách lưu loát với những người tham dự bữa tiệc. Điều này rất có khả năng vì cô đã từng dành một thời gian làm Sailor V ở Luân Đôn trong anime. Ngoài ra, trong Codename: Sailor V Minako còn từng đến Hy Lạp và Trung Quốc.
Khi còn ở Luân Đôn, Minako đã gặp một nữ cảnh sát thuộc Interpol tên là Katarina, người đã dạy cô tiếng Anh và chăm sóc cô như em ruột, cùng với Alan - chàng trai cô yêu. Trong một nhiệm vụ nguy hiểm, Minako bị kẹt trong một vụ nổ ở một tòa nhà và Katarina tưởng cô đã chết. Cô trốn thoát được khỏi tòa nhà nhưng phát hiện ra Alan và Katarina đã sớm có tình cảm với nhau. Trái tim Minako tan vỡ và cô nhanh chóng quay về Nhật Bản.
Khi lần đầu gặp các chiến binh thủy thủ còn lại, Minako cư xử hoàn toàn khác với tính cách thật của mình, có phần lạnh lùng và nghiêm túc. Trong bản manga, cô đã nói dối mình chính là công chúa Serenity để bảo vệ công chúa thật là Usagi, nhưng sau khi Usagi đã nhớ lại thân phận thực sự của mình, Minako trở lại làm lãnh đạo của các chiến binh thủy thủ bảo vệ công chúa.

Chú mèo Artemis - cộng sự của Minako

### Live Action
Trong Live Action, Minako là một ca sĩ thần tượng, có một căn bệnh dần dần "giết chết" cô. Cô dành phần còn lại của cuộc đời mình để làm một Thủy thủ và hoàn thành sứ mệnh của kiếp trước, vì một khi Minako chết, cô nói rằng cô sẽ được tái sinh trong một hình thức khác.
Minako trong Live Action nghiêm túc hơn trong anime và manga. Đây không phải là điều gì đáng ngạc nhiên cho lắm, mặc dù cô phơi bày một hình ảnh vui vẻ, hạnh phúc trước mặt công chúng. Minako phải sống trong 2 cuộc sống khác nhau, một là làm Sailor V, hai là làm Sailor Venus. Vì có cuộc sống của một thần tượng nên Minako bị cô lập giữa tất cả mọi người. Cô dường như không có cha mẹ. Người duy nhất xuất hiện trong cuộc đời cô là Artemis và quản lý của cô. Kết quả là cô đã trưởng thành hơn so với những cô gái khác trong độ tuổi của mình. Khi lần đầu tiên thấy Usagi, cô đã khá là khó chịu (điều này khác hẳn với mối quan hệ của họ trong anime và manga). Tuy nhiên, khi tiếp xúc nhiều hơn nữa, Minako trở nên gần gũi, thân thiện và cởi mở hơn với Usagi (cô cũng thường bảo vệ Usagi khỏi Mio Kuroki trong các tập phim sau).
Minako thường tiếp xúc với Rei Hino, kể từ khi Rei được đào tạo để trở thành người chỉ huy khi Minako vắng mặt. Minako có những tiêu chuẩn rất cao và cô liên tục thách thức Rei và đưa cho cô ấy những nhiệm vụ của mình. Mới đầu, Rei đã vô cùng khó chịu và đôi khi hơi bối rối bởi những hành động của Minako. Nhưng dần dần, họ đã trở nên tôn trọng và có một tình bạn tốt đẹp dành cho nhau. Minako hoàn toàn dành riêng vào sứ mệnh của cô và cô xác định rằng mình phải hoàn thành mục tiêu đã đề ra. Điều đó khiến cô phải thực hiện một số biện pháp nguy hiểm, chẳng hạn như cùng Zoisite xoá trí nhớ Usagi về Mamoru, và thường sử dụng bản thân mình làm mồi nhử cho kẻ địch. Rei và Artemis thường xuyên chỉ trích cô vì những cách làm này. Nhưng một khi Minako đã làm theo ý nghĩ của mình, cô sẽ không nghe theo bất kì ai.
Căn bệnh của Minako khiến cô chỉ sống được một khoảng thời gian nhất định, trong khoảng thời gian đó, cô phải thực hiện xong mục tiêu của mình và ngăn chặn một quá khứ cứ lặp đi lặp lại chính nó, khiến cho áp lực cô mang trên vai càng thêm nặng. Trong những tập sau, Minako mất dần quyền năng và sức mạnh của mình vì tình trạng sức khoẻ của cô. Mặc dù vậy, đôi khi cô vẫn biểu lộ sự tinh nghịch, hài hước đối với Artemis, Usagi và Rei, một điều giống như trong manga và anime. Điều này, cùng với một chút nữ tính hơn được cô thể hiện trong Act Zero, khi lần đầu tiên cô gặp Artemis và trở thành Sailor V, cho thấy tính cách ban đầu của cô sẽ phù hợp hơn với những tạo hình khác, cô có gánh nặng gấp đôi vì một nhiệm vụ đặc biệt và căn bệnh gây chết người kia không được phép giáng xuống cô. Khi cả thế giới được phục hồi sau cái chết của Minako, cô đã được hồi sinh bởi Silver Crystal (Pha Lê Bạc). Trong Special Act, cô tiếp tục sự nghiệp là một thần tượng của mình, thậm chí gặt hái được nhiều thành công và giải thưởng quốc tế. Tuy vậy, Minako vẫn là bạn với các thủy thủ khác.
Sailor Venus ít khi chiến đấu cùng với các Thủy thủ khác. Lúc đầu, điều này là vì cô giả làm Công Chúa và muốn giữ khoảng cách, nhưng sau khi danh tính của Công Chúa thực sự được tiết lộ, cô vẫn không thể gần gũi hơn với các Thủy thủ. Lý do về việc này không được giải thích cặn kẽ, đầy đủ. Nhưng một số gợi ý chỉ ra rằng có thể Venus không gần gũi với họ vì cô tập trung vào nhiệm vụ từ cuộc sống trong quá khứ hơn những người khác (vì nó chứa nhiều kỉ niệm đối với cô), hoặc vì cô không muốn trở thành bạn với những người khác vì họ sẽ buồn sau khi cô qua đời.

### Nhạc kịch
Trong Musicals, tính cách của Minako không được tìm hiểu theo chiều sâu như các phiên bản khác. Tính cách của cô có chút gì đó giống phiên bản Anime: Loè loẹt trong một số thời điểm, một chút thích quấy nhiễu và một chút "biến thái". Minako luôn trung thành với sứ mệnh là một Chiến binh của mình, tuy nhiên, cô sẽ làm những gì cần thiết để bảo vệ bạn bè cô. 

### Gia đình
Minako được cho là có một người bố và người mẹ - xuất hiện trong Codename: Sailor V. Mẹ của Minako trông giống bà Ikuko Tsukino - mẹ Usagi. Nhưng tính cách của bà có phần khác biệt hơn, và bà luôn la mắng Minako. Điều này không phải là quá xấu, nhưng mẹ của Minako luôn không hài lòng với cuộc sống của một bà nội trợ, và thường phàn nàn về người chồng rằng ông là thảm hại và không kiếm đủ tiền. Cha Minako có phần điềm tĩnh và thường dựa vào vợ nhiều hơn. Trong Exam Battle thứ ba của Manga Sailor Moon, Minako đã liệt kê ra mẹ mình là một trong số những người cô không thích, và được minh hoạ bằng tiếng hét của cô. Gia đình của Minako không được đề cập đến trong bất kì phiên bản nào khác của Series. Còn trong phiên bản live action, cô được cho là sống một mình.

### Các mối quan hệ
Minako là một cô gái đã trải qua khá nhiều mối tình trong cả Anime, Manga Sailor Moon và Codename: Sailor V, nhưng hầu hết lại có kết thúc khá bi thảm. Ví dụ, cả Higashi và Phantom Ace cuối cùng đều trở thành kẻ thù mà Minako phải tiêu diệt, hay Alan lại là người yêu của Katarina. Điều đó tạo ra một vết sẹo tình yêu trong lòng Minako. Phantom Ace/Danburite/Adonis thậm chí đã nguyền rủa rằng Minako sẽ không bao giờ có được tình yêu và cô sẽ chọn nhiệm vụ lên trước tình cảm.
Trong Senshi/Shitennou được vẽ bởi Naoko Takeuchi, Minako được ghép cặp với Kunzite, có thể vì cả hai đều là chỉ huy của mỗi nhóm. Cặp đôi này rất phổ biến trong Fan Fiction, nó cũng xuất hiện trong một số vở nhạc kịch. Trong Sailor Moon - Gaiden Dark Kingdom Fukkatsu Hen, Minako đã vướng vào một mối tình cũ, khiến cô yêu Saitou Kun. Trong Eien Densetsu, một lần nữa cô lại "bám lấy" Saitou Kun cho đến khi anh ta tiết lộ mình là Kunzite. Mối quan hệ giữa Minako và Kunzite được xem xét lại trong Starlights - Ryuusei Densetsu, mặc dù cô có vẻ như chỉ quan tâm tới sự giàu có của anh như là một trong số những người của nhóm Jewel Metalias.
Một cặp Fan Fiction cũng rất phổ biến khác là Minako và Kou Yaten của Three Lights. Mặc dù không có bằng chứng gì khác ngoài tình cảm của Minako đối với Yaten trong các tập của phần Stars trong Anime.
Ngoài ra, Minako dường như còn có mối quan hệ đặc biệt thân thiết với Hino Rei hơn các thành viên khác trong PGSM và hai người hay được ghép cặp trong Fan Fiction và Fan Art

## Biệt hiệu

### Sailor V

Minako trong trang phục Thủy thủ V

Sailor V là hình dạng đầu tiên của Minako Aino trước khi được thức tỉnh, là viết tắt của Sailor Venus. Cô là người duy nhất trong số các Chiến binh Thủy thủ được thức tỉnh theo cách này.
- Sailor Moon manga

Sailor V được nhắc tới nhiều lần trong Manga Sailor Moon nhưng cô không có một cảnh chiến đấu nào trong loạt Manga này. Cuối cùng, khi lộ diện với vai trò là Sailor Venus, Artemis đã nói rằng cô là Công chúa Mặt Trăng cho đến khi Usagi lấy lại được ký ức của mình. Nó như một sự bất ngờ không lường trước được đối với Queen Beryl.
Hai trong số các ngoại truyện có xuất hiện Sailor V chiến đấu cùng Sailor Moon. Trong Chibiusa's Picture Diaries 1, cô đã giải cứu một fan hâm mộ chính mình, còn trong Chibiusa's Picture Diaries 3, cô chỉ đơn giản xuất hiện và chiến đấu với vai trò là Sailor V. Không có bất kỳ lời giải thích nào cho việc cô xuất hiện trong vai trò này.
- Anime 90s

Trong Anime, Sailor V đã hoạt động ở Luân Đôn (Anh) trong một khoảng thời gian ngắn cho đến khi trở về Nhật và tham gia vào nhóm Thủy thủ. Ở Anh, cô đã kết bạn với một nữ cảnh sát quốc tế tên Katarina và phải lòng một chàng trai tên Alan (tập 42). Không rõ có phải những kẻ trong Dark Kingdom cũng "hoạt động" ở Anh hay không, nhưng sau khi Sailor V gia nhập nhóm Thủy thủ ở Nhật, cô không nói về việc Youma hay bất kì thứ gì khác đã tấn công nước Anh.
- Live action

Trong Live Action, Sailor V hoạt động tại Tokyo, nhưng cô đã từ chối gia nhập nhóm Chiến binh Thủy thủ trong lần gặp đầu tiên. Cô có một vũ khi gọi là Crescent Moon Cutter. Trong vai trò là Sailor V, cô làm tất cả mọi thứ để thu hút sự chú ý của kẻ thù, làm cho chúng (và các Chiến binh) tin rằng cô chính là Công chúa Mặt Trăng. Sailor V và Artemis đã quyết định cô sẽ hoạt động dưới lốt "Công chúa Mặt Trăng" cho đến khi Công chúa thực sự thức tỉnh. Trong tập 12, cô đã chuyển đổi từ Sailor V sang Princess Sailor Venus, và kể từ đó, cô không bao giờ xuất hiện với thân phận là Sailor V trong Live Action, ngoại trừ Act Zero.
Series Live Action có một số điểm không phù hợp về cách thức biến hình của Sailor V. Trong Act Zero, cô sử dụng Teletia S để biến thành Sailor V. Nhưng trong Act 11 lại hiện cảnh cô để bộ đồng phục trong một chiếc vali nhỏ. Trong Act 12, cô không cần dùng Teletia S, không cần hô cụm từ biến hình, không cần thay đồ mà biến thành Sailor V được luôn (thực sự là Minako chạy một đoạn rồi bộ đồ bình thường biến đi luôn, thay vào đó là bộ đồng phục Sailor V).

### Sailor Venus
Sailor Venus là hình dạng thứ hai của Minako Aino sau khi được thức tỉnh. Khi tham gia vào nhóm Chiến binh Thủy thủ, ban đầu cô giả vờ như mình là Công Chúa cho đến khi Sailor Moon thức tỉnh, trở thành Công Chúa Serenity.
Quyền năng của Sailor Venus được nâng cấp nhờ Neo Queen Serenity và cô đạt đến hình thức "Super" cùng với các Thủy thủ khác trong gần cuối Infinity Arc. Trong Dream Arc, cô là người cuối cùng lấy lại được sức mạnh của mình, cho đến khi cô bị Xenotime và Zeolite tấn công và được Artemis cứu, người đã cho cô Pha Lê Sao Kim, cho phép cô trực tiếp biến thành Super Sailor Venus và nâng cấp sợi dây xích của cô lên thành Roi Tình Yêu. Sau đó cô xuất hiện trong hình dạng Công Chúa, cùng với các Thủy thủ khác, để cấp cho Sailor Moon sức mạnh của lâu đài của họ, cho phép Sailor Moon biến thành Eternal Sailor Moon.
Cô đã trải qua lần nâng cấp sức mạnh và trang phục cuối cùng trong Stars Arc, Pha Lê Thủy Thủ của cô đã bị lấy đi bởi Sailor Galaxia sau cuộc chiến chống lại Sailor Lead Crow. Sau đó, Sailor Galaxia đã ném những viên Pha Lê Thủy Thủ bị lấy đi của các Chiến binh vào Galaxy Cauldron, khiến chúng bị tan chảy. Nhưng Sailor Moon đã "khôi phục" lại tất cả những Thủy thủ - những người bạn của cô - đã rơi xuống Cauldron và cho phép họ trở lại cuộc sống trước đây. Trong tương lai, người ta thấy rằng Sailor Venus vô cùng trung thành với Neo Queen Serenity và King Endymion. Cô ấy bảo vệ Crystal Tokyo cùng với những Thủy thủ khác.

### Princess Venus
Sailor Venus được biết đến với vai trò là Princess Venus khi còn ở Thiên Niên Kỷ Bạc, và cai trị hành tinh quê hương của mình tại lâu đài Magellan. Trong Manga Codename: Sailor V, Artemis nói rằng cô là hoá thân của thần Venus, và Danburite đã thú nhận rằng khi còn là Adonis, anh đã yêu thầm cô.
Mặc dù cô ở Sao Kim, nhưng cô cùng với các Thủy thủ khác đã có mặt tại buổi lễ thề sẽ bảo vệ Công chúa Serenity và đối mặt với Nehellenia, sau đó, có vẻ như cô đã chuyển tới mặt trăng sinh sống để có thể bảo vệ Công chúa. Cô là người lãnh đạo của nhóm Chiến binh Thủy thủ, điều này được thể hiện rõ khi cô đã đưa công chúa Serenity từ Trái Đất về khi công chúa bí mật đi gặp Hoàng tử Endymion. Trong cuộc chiến giữa Mặt Trăng và Trái Đất, cô đã giết Nữ hoàng Beryl bằng Gươm Thần, nhưng cuối cùng cô lại bị giết chết, và được tái sinh thành Minako trong thời hiện tại.

## Những phụ kiện của Thủy thủ sao Kim

Minako khi đeo mặt nạ Thủy thủ V (hình ảnh từ Manga)

### Mặt nạ Thủy thủ V
Được gọi đơn giản là Mặt nạ hoặc Kính đỏ, là mặt nạ của Minako khi cô còn là Thủy thủ V. Khi là Thủy thủ V, cô luôn đeo mặt nạ này và hầu như không tháo ra. Không giống như Mặt nạ của Thủy thủ Mặt Trăng, mặt nạ của cô không có khả năng nhìn thấy người gặp nguy hiểm và chỉ là để bảo vệ danh tính của cô. Cô cũng đeo mặt nạ này trong hình dạng Thủy thủ Sao Kim của mình, nhưng chỉ một vài lần, chủ yếu là để xác định rằng Thủy thủ V và Thủy thủ Sao Kim là cùng một người.

### Bút biến hình
Ngay từ đầu trong Codename: Sailor V, Minako đã nhận được Bút biến hình từ Artemis. Cô dùng nó để hóa thành Thủy thủ V khi hô khẩu lệnh "Moon Power, Make up". Sau này, để hóa thành Thủy Thủ Sao Kim, cô dùng một khẩu lệnh khác là: "Venus Power, Make Up!"
Bút biến hình có khá nhiều công dụng và sức mạnh. Nó có thể giúp Minako liên lạc với Boss để nhận lời khuyên và hướng giải quyết các vấn đề (Người Boss này được suy đoán là Nữ hoàng Serenity, hoặc mèo Luna nhưng vẫn chưa được tiết lộ danh tính). Để khởi động tính năng liên lạc này, Minako phải kéo một cái ăng-ten.
Theo một số ghi chú của tác giả Naoko, cây bút này còn có thể dùng như một máy ảnh. Ngoài ra nó còn có "sức mạnh ma thuật bằng văn bản", giúp cho Minako dễ dàng giải quyết những bài thi một cách nhanh chóng và đạt điểm cao. Tuy nhiên, Artemis không thích điều này.
Dù sau này đã hợp tác với các người bạn trong nhóm nhưng Minako vẫn dùng cây bút theo một cách riêng, khá khác biệt so với mọi người để hóa thân thành Thủy Thủ Sao Kim. Kể cả sau khi được nâng cấp thành Star Power, thì thỉnh thoảng chúng ta vẫn nhìn thấy Minako sử dụng cây bút ban đầu của mình.
- Chú thích thêm:

- Trong Anime 90s, cây bút đặc biệt của Minako không được xuất hiện mà cô dùng loại giống với các chiến binh còn lại.
- Trong các dạng bút phép thuật của series (Bút cải trang, bút biến thân...) thì cây bút của Minako được sử dụng nhiều nhất.
- Nó cũng được kết nối với game Sailor V, bất cứ ai chơi game này thì Minako đều nhận được thông báo
- Đây là cây bút duy nhất giúp một chiến binh có thể biến thành nhiều dạng, ở đây là Sailor V và Sailor Venus.

### Hộp phấn Thủy thủ V
Hộp phấn Thủy thủ V có hình bán nguyệt, là một vật dụng cực kì linh hoạt và cần thiết của Minako trong thời gian còn là Thủy thủ V. Nó không chỉ là vật để V tấn công kẻ thù, mà còn có công năng giúp cô cải trang thành một người khác, giống như Bút ngụy trang của Usagi. Để sử dụng sức mạnh này, cô phải hô to "Năng lượng Mặt trăng, hãy biến ta thành... (Thân phận muốn ngụy trang: Bác sĩ, người mẫu... ". Ngoài ra, bên trong hộp phấn này còn có một bộ phận phản chiếu danh tính thật sự của một người nào đó, cũng như khi Minako nhìn vào đó, cô sẽ thấy hình ảnh Thủy thủ V ở phía sau cô.
Hộp phấn này cực kì linh hoạt, ngoài chức năng cải trang, nó còn được sử dụng như một chiếc boomerang (tương tự như chiếc Vương miện của Sailor Moon), có thể phóng ra một chùm những tia sáng mạnh mẽ để tiêu diệt kẻ thù, chữa lành việc bị tẩy não, phục hồi năng lương bị đánh cắp của người dân, giải lời nguyền, và còn nhiều công năng khác nữa. Những chiêu thức tấn công của V cùng hộp phấn này gồm có: Crescent Beam, Crescent Boomerang, Venus Power, Love Crescent Shower, Crescent Super Beam, và Crescent Slender Beam.
Sau khi sử dụng, hộp phấn cũng cần được nạp năng lượng bằng cách đặt nó dưới ánh trăng. Nếu không làm thế, bề mặt sáng bóng của nó mờ dần và không thể hoạt động được. Tuy nhiên, để khắc phục điều này, Minako chỉ cần đem nạp lại năng lượng cho nó.
- Ghi chú khác:

Hộp phấn hình bán nguyệt của Minako - đây là lúc cô sử dụng để biến thành một nam sinh của Học viện Mugen (Act.30) trong Sailor Moon Crystal

- Cũng giống với sợi xích của Sao Kim, hộp phấn này rất linh hoạt và có thể sử dụng bất cứ cách nào theo ý của Minako. Chính điều này phần nào phản ảnh được vị trí trưởng nhóm Inner Senshi vì cô cần thích ứng được với bất cứ hoàn cảnh nào.
- Trong Codename: Sailor V, Minako đã sử dụng hộp phấn này để hóa trang thành các hình dạng như: một nữ chiến binh anh hùng (Chapter 2), một nữ cảnh sát (Chapter 3), một chàng trai thần tượng xinh đẹp (Chapter 4), một nữ đặc công (Chapter 5), một thần tượng vừa mới ra mắt (Chapter 5), một cô hầu gái xinh đẹp (Chapter 6), một người đẹp áo tắm Hawai (Chapter 7), Okappi (giáo viên của Minako, Chapter 8), một cô thư ký (Chapter 9), một thợ làm tóc và trang điểm (Chapter 10), một người lai tạo mèo hàng đầu (Chapter 11), một tướng quân (Chapter 12), một đại diện của ngành công nghiệp dược phẩm (Chapter 13), một ca sĩ (Chapter 14), một người mẫu có khuôn mặt gợi cảm (Chapter 15), và Ching Shih (Chapter 15).
- Minako đã biến thân ở mỗi chương truyện trong Codename: Sailor V, trong bản in lại, cô đã không làm điều này ở Chapter 16 nhưng trước đó, thật ra Chapter 15 và 16 nhập chung.
- Khi chuyển sang series Sailor Moon, Minako đã sử dụng hộp phấn này để biến thành một nam sinh của Học viện Mugen (Act.30), và một nữ sinh của Học viện T.A (Side story: Rei and Minako's Girls' School Battle). Hộp phấn cũng xuất hiện trong Act.43, tuy nhiên Minako đã không dùng đến nó.
- Tại Bắc Mỹ, Bandai đã phát hành Cosmic Crescent Jewel Box có hình dạng giống hộp phấn.
- Trong Live Action, Thủy thủ V đã sử dụng Crescent Moon Cutter, trông khá giống hộp phấn này tuy nhiên về chức năng thì không giống, và có vẻ ít linh hoạt hơn hộp phấn.
- Trong Codename: Sailor V không thể thực hiện nhiều đòn tấn công mà không có hộp phấn. Khi trở thành Thủy thủ Sao Kim, sức mạnh thật sự của cô đã trở về nên cô không còn sử dụng chiếc hộp phấn này khi chiến đấu, tuy nhiên cô vẫn giữ nó
- Cũng giống về những chuyện thần thoại về Venus, Minako có nhiều sự kết hợp với những chiếc gương nhờ hộp phấn này.

### Dây xích Tình yêu
Dây xích của Thủy thủ Sao Kim có lẽ là món trang bị quan trọng nhất đối với cô, nó xuất hiện từ lần đầu tiên khi Minako trở thành Thủy thủ Sao Kim và được cô sử dụng trong hầu hết các đòn tấn công của mình. Chuỗi xích dường như được làm bằng vàng và có những viên ngọc đỏ được lồng trong mỗi mắt xích. Mắt xích có hình dáng thay đổi: hình tròn hoặc hình trái tim. Giống như chiếc gương – trang bị của Minako khi còn là Thủy thủ V, chuỗi xích này rất đa năng và được Minako sử dụng theo nhiều cách.
Với dây xích tình yêu, cô có thể khai triển nhiều đòn tấn công bao gồm: Venus Love-Me Chain, Hissatsu Love-Me Moon Chain, Chain Explosive và Venus Wink Chain Sword. Dây xích cũng có thể được sử dụng để phòng thủ. Trong Arc 4, dây xích được nâng cấp lên hình thái cao hơn - The Love Whip (Roi Tình Yêu) để Minako có thể khai triển tuyệt chiêu Venus Love & Beauty Shock.
Trong Anime 90s, dây xích của Minako không phải là một trang bị hữu hình, nó xuất hiện dưới dạng một chuỗi các mắt xích năng lượng hình trái tim. Trong Manga, sợi xích luôn được Venus đeo ở ngang hông. Còn ở Anime, nó chỉ xuất hiện khi cô khai triển đòn tấn công Venus Love-Me Chain. Và bởi vì sợi xích tình yêu trong Anime là một dạng năng lượng chứ không phải một dạng vật chất, nên nó không có độ dài tối đa, Minako có thể điều khiển độ dài ngắn của dây xích này.
- Ghi chú khác:

- Trong thần thoại Hy Lạp, Nữ Thần Tình Yêu Aphrodite (người cũng được gọi là Thần Venus), nữ thần của tình yêu và sắc đẹp có đeo một sợi dây thần làm từ loại vàng đẹp nhất. Sợi dây này làm cho vẻ đẹp khó cưỡng của nữ thần Venus thêm tỏa sáng. Sợi dây xích vàng mà Thủy thủ Sao Kim đeo ngang hông có thể đã được mượn ý tưởng từ trong thần thoại.
- Kết thúc Codename: Sailor V, khi Thủy thủ V biến thân thành Thủy thủ Sao Kim lần đầu tiên, sợi dây xích đã không xuất hiện cùng bộ trang phục thủy thủ của cô. Điều này có nghĩa là cô đã có nó bằng cách nào đó sau này. Sợi dây xích cũng xuất hiện trong những phân cảnh hồi tưởng về Thiên niên kỷ Bạc cho thấy nó đã luôn luôn là một trong những vũ khí của Thủy thủ Sao Kim.
- Trong Manga, tùy vào mỗi đòn tấn công của Minako mà mắt xích biến đổi sang hình dạng tròn hoặc trái tim, khi dây xích được đeo quanh hông Minako, mắt xích luôn ở trạng thái hình tròn. Khi cô khai triển đòn tấn công Venus Love-Me Chain, mắt xích thường là hình trái tim, thỉnh thoảng cũng ở trạng thái hình tròn. Trong phiên bản Anime 90s, các mắt xích này luôn là hình trái tim.
- Dây xích cũng xuất hiện trong phiên bản Live Action PGSM của Sailor Moon, giống như trong Manga, nhân vật Thủy Thủ Sao Kim luôn đeo sợi dây xích quanh hông.
- Trong phiên bản Anime Sailor Moon Crystal, sợi dây xích được thiết kế là một vũ khí hữu hình, luôn được Thủy Thủ Sao Kim đeo ở quanh hông.

## Trang phục

### Sailor V
- Manga, Sailor Moon Crystal and Eternal

Trang phục của Sailor V có một số khác biệt so với các thủy thủ khác. Thay vì đeo vương miện, cô mang một chiếc mặt nạ màu đỏ và có một hình mặt trăng lưỡi liềm xuất hiện trên trán cô. Vòng cổ của cô có màu trắng, gắn hình mặt trăng lưỡi liềm. Cổ áo cô màu xanh, có hai sọc đỏ. Miếng đệm vai của cô màu trắng, trông giống như những chiếc bảo vệ vai ở áo giáp. Ở giữa nơ trước là một trâm cài màu cam. Găng tay cô được viền màu cam vàng ở phần đầu. Nơ đính trên tóc cô có màu đỏ. Thay vì mặc đồng phục, cô mặc một chiếc áo hở bụng, có hai sọc đỏ tạo thành điểm nhấn trên chiếc áo ở hai bên. Dưới miếng đệm vai của cô là hai tay áo, có sọc màu đỏ, kết thúc tại cổ tay áo ở lưng chừng cánh tay. Váy của cô có màu xanh dương, viền đỏ. Giày của cô có một dây đai ở mắt cá chân, cùng màu với váy.
- Anime 90s

Trang phục của Sailor V trong Anime 90s có một số khác biệt so với trong Manga. Cô không có ký hiệu mặt trăng lưỡi liềm trên trán, viền găng tay thay vì có màu cam vàng thì lại giống viền găng tay khi cô làm Sailor Venus, cô không có tay áo dưới miếng đệm vai.

### Sailor Venus
- Anime 90s

Trong Anime 90s, màu chủ đạo của trang phục là màu cam (váy, cổ áo, viền găng tay, giày cao gót, bông tai), màu nhấn là màu xanh dương (nơ) và màu vàng (đá đính trên vương miện, nơ sau). Cổ áo có sọc trắng, giày của cô là một đôi giày cao gót nhọn màu cam với một dây đai cùng màu ở mắt cá chân. Sau khi được nâng lên cấp Super, bông tai của cô có hình dạng giống nhau, nhưng tối màu hơn. Cổ áo có một sọc trắng. Vòng cổ được đính thêm một ngôi sao vàng. Phía dưới miếng đệm vai là một miếng đệm mờ. Trâm cài áo chuyển từ hình tròn sang hình trái tim. Nơ sau được kéo dài ra và rộng hơn.
- Manga, Sailor Moon Crystal and Eternal

Trong Manga, trang phục đầu tiên của Sailor Venus chủ yếu giống trong Anime, trừ việc cô có thêm một dây chuỗi ở eo. Trong một số Artbook minh hoạ, miếng đệm vai của cô có màu cam nhạt.Trâm cài của cô chuyển thành hình trái tim sau khi Sailor Moon được nâng lên thành Super Sailor Moon.
Sau khi nâng lên cấp Super, trang phục của cô hoàn toàn giống với phiên bản Anime. Nhưng ngôi sao đính ở vòng cổ của cô còn đính thêm một viên đá màu cam ở chính giữa. Sau khi được nâng lên cấp Eternal (cấp cuối cùng trong Stars Arc), vòng cổ của cô có hình chữ V và trâm cài ở ngực có hình một ngôi sao màu cam. Miếng đệm vai của cô phồng lên, có màu vàng, đính hai mảnh vải màu da cam ở bên dưới. Găng tay của cô dài đến tận cánh tay cô. Trong Artbook, cô có dây đeo hình chữ V màu cam, đính ngôi sao ở tay, nhưng chúng không xuất hiện trong Manga. Thắt lưng gồm hai dải ruy băng, một cam và một vàng, mỏng và dài. Tại nơi giao nhau của hai dải ruy băng đính một ngôi sao năm cánh màu vàng. Nơ sau của cô có màu vàng. Váy của cô có hai lớp: Cam bên trên và xanh vàng bên dưới. Bốt của cô cao tới gần đầu gối, màu trắng, có viền là hình chữ V cam, đính một ngôi sao. Vương miện của cô đính một ngôi sao năm cánh màu cam, hoa tai của cô là một ngôi sao có cùng màu.
- Live action

Trong live action, trang phục của Sailor Venus chủ yếu giống với phiên bản Manga. Một trong những sự khác biệt là ở trung tâm nơ cài tóc của cô có đính hình trái tim. Từ trái tim ấy xuôi xuống là những chuỗi hạt nhỏ, nhưng sau một vài tập, chúng không còn xuất hiện nữa, không có một lời giải thích nào cho việc này. Kiểu tóc của cô cũng hơi khác. Cô có để 2 búi nhỏ ở 2 bên đầu, tóc cô xoăn kiểu lượn sóng chứ không thẳng. Nơ sau của cô là màu cam chứ không phải màu vàng. Trong một số Poster, dây đai trên mắt cá chân của cô biến mất.
- Nhạc kịch

Trong các vở nhạc kịch, trang phục trong Sailor Moon Musicals của Sailor Venus có 2 phiên bản chính:
Trong phiên bản đầu tiên, nơ, viền găng tay và tay áo của cô có màu tím, trong khi váy, cổ áo và vòng cổ có màu cam. Các phiên bản sau, tay áo của cô được đổi thành màu cam và nơ trước, lớp váy dưới, viền găng tay có màu xanh. Chiếc trâm cài ở nơ trước là một hình trái tim màu vàng, có đính đá cùng màu. Cô cũng có một trái tim được đính ở vòng cổ. Hoa tai của cô là một hình trái tim màu vàng.
Phiên bản thứ hai về cơ bản là giống với phiên bản "Super" của cô trong Manga và Anime. Lúc đầu, nơ trước và viền găng tay của cô có màu xanh. Cổ áo và vòng cổ có màu cam, nơ sau của cô có màu vàng. Váy của cô có hai lớp, lớp trên cùng là màu cam và dưới cùng là màu tím. Các phiên bản sau, viền găng tay của cô được đổi thành màu cam thay vì màu xanh. Lớp váy dưới của cô cũng được đổi sang màu xanh. Vòng cổ của cô đính một ngôi sao với một vòng tròn màu cam có biểu tượng Sao Kim ở giữa. Trâm cài ở cung trước của cô là một trái tim viền bao quanh bằng vàng. Hoa tai của cô có hình tròn và có màu vàng. Giày của cô hơi khác so với Anime và Manga. Dây đai được đặt ở mu bàn chân thay vì quanh mắt cá chân. Tuy nhiên, trong Sailor Moon SuperS - Yume Senshi - Ai - Eien ni..., dây đai của chiếc giày được đặt ở mắt cá chân.

### Princess Venus
Bộ váy của cô màu vàng, có bèo dún chạy dọc thân áo. Trên tóc cô cài chiếc nơ vàng và một bông hồng, băng đeo cổ cô cột lại thành nơ phía sau và có ký hiệu Sao Kim trên trán.

## Chiêu thức và Sức mạnh

### Sailor V
- Sức mạnh

- Moon Power, Make up! (Năng lượng Mặt Trăng, biến thân!) - Cô sử dụng bút/gậy biến hình đầu tiên để biến thành Sailor V.
- Crescent Moon Power, Transform! (Năng lượng Mặt Trăng, hãy biến ta thành...) - Cô sử dụng Compact của mình để biến thành bất kì ai mà cô muốn.
- Các chiêu thức tấn công

- Crescent Beam! (Tia sáng lưỡi liềm!) - Cô chiếu một chùm ánh sáng từ Compact của mình tới kẻ thù và tiêu diệt nó.
- Crescent Boomerang! (Mặt Trăng Lưỡi liền Boomerang!) - Sailor V sử dụng chiêu thức này bằng cách ném Compact của cô đi.
- Venus Power, Love Crescent Shower! (Sức mạnh Sao Kim, chùm tia lưỡi liềm tình yêu!) - Sailor V sử dụng Compact của mfinh để tạo ra một "cơn mưa" tia sáng, làm tan chảy đối thủ.
- Crescent Super Beam! (Siêu tia sáng lưỡi liềm!) - Một phiên bản mạnh hơn chiêu Crescent Beam, và cô cũng sử dụng Compact của mình khi sử dụng chiêu thức này.
- Crescent Slender Beam! (Tia sáng lưỡi liềm mảnh mai) - Một chiêu thức được sử dụng với Compact của cô, dùng để tiêu diệt kẻ thù.
- Venus Sulfur Smoke! (Khói lưu huỳnh Sao Kim!) - Cô tạo một đám khói lưu huỳnh cay nồng để áp đảo tấn công.
- Ultimate Attack: Diphenhydramine Dispersal! (Tấn công cuối cùng: Diphenhydramine phân tán!) - Sử dụng để tấn công Chuu - Chuu.
- Venus Brand: Mosquito Incense Typhoon! (Nhãn hiệu Sao Kim: Cơn bão hương muỗi) - Sử dụng để tấn công Chuu - Chuu.
- Venus Ten Billion Volt Rockin 'Rouge!- Cô sử dụng Venus Mike để tạo ra một sóng âm thanh, tiêu diệt kẻ thù của mình.
- Venus Love Megaton Shower!- Cô tạo ra một ánh sáng mạnh mẽ để tiêu diệt kẻ thù.
- Các chiêu thức tấn công thiên về thể chất

- Sailor V Kick! (Cú đá của Sailor V!) - Sailor V đá kẻ thù của mình.
- Sailor V Chop! (Cú chặt của Sailor V!) - Sailor V sử dụng Karate, "chặt" kẻ thù của mình.
- Rolling Screw Sailor V Punch! (Cú đấm xoay vòng rung lắc của Sailor V!) - Sailor V đấm kẻ thù của mình.
- V-chan-Style Kneading Sailor V Chop! (V-chan theo phong cách đấm cú chặt của Sailor V!) - Một chiêu thức Karate khác.
- Venus Iron Muscle Punch! (Cú đấm gân sắt Sao Kim!) - Cô đấm kẻ thù của mình.
- V-chan's Sword! (Kiếm V-chan!) - Sailor V tấn công kẻ thù của mình bằng một thanh uchigatana.

### Sailor Venus
- Anime 90s

Sức mạnh
- Venus Power, Make Up! (Sức mạnh Sao Kim, biến thân!) - Cô sử dụng bút/gậy biến hình để biến thành Sailor Venus (Thủy Thủ Sao Kim).
- Venus Star Power, Make Up! (Năng lượng tinh tú Sao Kim, biến thân!) - Cô sử dụng Star Power Stick để biến thành Sailor Venus (Thủy Thủ Sao Kim).
- Venus Crystal Power, Make Up! (Năng lượng pha lê Sao Kim, biến thân!) - Cô sử dụng Crystal Change Rod để biến thành Super Sailor Venus (Siêu Thủy Thủ Sao Kim).
Chiêu thức tấn công
- Crescent Beam! (Tia sáng lưỡi liềm!) - Chiêu thức tấn công đầu tiên của Venus. Cô chiếu một chùm tia sáng tới kẻ thù.
- Crescent Beam Shower! (Trận mưa tia sáng lưỡi liềm!) - Một chiêu thức mạnh hơn chiêu Crescent Beam.
- Venus Love Me Chain! (Vòng xích tình yêu Sao Kim!) - Sailor Venus tung ra một sợi xích để đánh hoặc trói kẻ thù.
- Sailor Kick! (Cú đá thủy thủ!) - Chiêu thức Sailor Venus dùng khi cải trang thành Sailor Moon.
- Hissatsu Love - Me Moon Chain! (Cú tấn công đặc biệt: Dây xích tình yêu mặt trăng!) - Chiêu thức Sailor Venus dùng khi cải trang thành Sailor Moon.
- Furious Random Crescent Beam Shots! (Tia sáng lưỡi liềm của sự tức giận!) - Một chiêu thức tấn công chỉ sử dụng một lần duy nhất, tương tự như Crescent Beam Shower.
- Venus Love And Beauty Shock! (Sao Kim Tình yêu và sắc đẹp xung kích!) - Chiêu thức tấn công trong Season 4. Trong đó, Sailor Venus ném một trái tim màu vàng về phía kẻ thù.
- Manga, Sailor Moon Crystal and Eternal

Sức mạnh
- Venus Power, Make Up! (Năng lượng Sao Kim, biến thân!) - Cô sử dụng bút/gậy biến hình để biến thành Sailor Venus (Thủy Thủ Sao Kim).
- Venus Star Power, Make Up! (Năng lượng tinh tú Sao Kim, biến thân!) - Cô sử dụng Star Power Stick để biến thành Sailor Venus (Thủy Thủ Sao Kim).
- Venus Planet Power, Make Up! (Năng lượng hành tinh Sao Kim, biến thân!) - Cô sử dụng sức mạnh từ hành tinh của mình, đã được nâng cấp lên bởi Tân Nữ hoàng Serenity, giúp cô biến thành Sailor Venus (Thủy Thủ Sao Kim).
- Venus Crystal Power, Make Up! (Năng lượng pha lê Sao Kim, biến thân!) - Cô sử dụng Pha Lê Sao Kim để biến thành Super Sailor Venus (Siêu Thủy Thủ Sao Kim).
Chiêu thức tấn công
- Crescent Boomerang! (Mặt trăng Lưỡi liềm Boomerang!) - Chiêu thức đầu tiên của Sailor Venus trong Manga. Trong đó, cô ném chiếc Compact của mình về phía kẻ thù.
- Sailor V Kick! (Cú đá của Sailor V!) - Sailor Venus đá kẻ thù của mình.
- Venus Love Me Chain! (Vòng xích tình yêu Sao Kim!) - Sailor Venus dùng sợi dây xích của mình để bắt hoặc trói kẻ thù.
- Rolling Heart Vibration! (Xoáy ốc cộng hưởng trái tim!) - Chiêu thức chỉ được sử dụng bởi Sailor Venus trong manga, Live Action và nhiều Video Games. Trong đó, Sailor Venus tung ra Rolling Heart để làm tổn thương kẻ thù.
- Venus Wink Chain Sword! (Kiếm xích Sao Kim!) - Chỉ sử dụng trong Manga và nhiều Video Games. Sailor Venus sẽ tung sợi xích của cô như một thanh kiếm để làm tổn thương kẻ thù.
- Venus Love And Beauty Shock! (Sao Kim Tình yêu và sắc đẹp xung kích!) - Venus có được quyền năng này sau khi dùng Pha Lê Sao Kim biến hình. Cô sử dụng Roi Tình Yêu của cô để tấn công kẻ thù.
- Venus Love And Galactica Shock! (Sao Kim Tình yêu và ngân hà xung kích!) - Chiêu thức này chỉ sử dụng một lần khi Sailor Venus đang bị Sailor Galaxia kiểm soát trong Stars Arc.
- Akuryo Taisan! (Linh hồn quỷ dữ hãy biến đi!) - Chiêu thức này chỉ sử dụng một lần, trong "Exam Battle 3" để tiêu diệt Loci Genius đã tấn công Học viện Nữ Sinh T-A.

### Live action
- Sức mạnh

- Venus Power, Make Up! (Sức mạnh Sao Kim, biến hình!)
- Chiêu thức tấn công

- Venus Beam! (Tia sáng Sao Kim!) - Một chiêu thức được sử dụng bởi Sailor Venus. Nó giống như Crescent Beam trong Manga, Anime và Manga Sailor V.
- Venus Love Me Chain! (Dây xích tình yêu Sao Kim!) - Sailor Venus tung roi ra để tấn công hoặc trói kẻ thù. Nó cũng được sử dụng để làm chệch hướng các cuộc tấn công.
- Rolling Heart Vibration! (Trái tim rung động!) - Chiêu thức chỉ được sử dụng bởi Sailor Venus trong manga, Live Action và nhiều Video Games. Trong đó, Sailor Venus tung ra Rolling Heart để làm tổn thương kẻ thù.
- Unnamed Attack - Sailor Venus sử dụng một chiêu thức mà không được nêu tên trên màn hình, trong đó, cô sử dụng Sailor Star Tambourine để "gửi" một năng lượng hình ngôi sao về phía kẻ thù của mình.
Ngoài những cuộc tấn công sử dụng phép thuật như trên, Sailor Venus có một vũ khí gọi là Crescent Moon Cutter. Cô có thể sử dụng nó bằng hai cách: Dùng nó để cắt như một con dao hoặc phóng nó đi như một chiếc Boomerang.

### Video Games
Trong các Video Games, Sailor Venus thường sử dụng những quyền năng tiêu chuẩn của cô. Nhưng sau đây là các chiêu thức, quyền năng chỉ có trong Video Games.
- Venus Kick! - Được sử dụng trong Sailor Moon Arcade Game.
- Chain Explosive! - Được sử dụng trong Sailor Moon S: Jougai Rantou? Shuyaku Soudatsusen và Sailor Moon SuperS: Zenin Sanka! Shuyaku Soudatsusen.

## Thông tin bên lề
- Naoko Takeuchi nói lý do mà Venus rất giống với Sailor Moon bởi vì cô phải thực hiện nghĩa vụ bảo vệ công chúa khỏi nguy hiểm.
- "Minako" có thể đọc chệch thành Venus (Biinasu).
- Sinh nhật của Minako là 22 tháng 10, tức là cô thuộc cung Thiên Bình. Hành tinh bảo trợ cho Thiên Bình là sao Kim.
- Cô là nhân vật duy nhất thức tỉnh dưới 2 dạng khác nhau: đầu tiên là Sailor V, sau đó là Sailor Venus.
- Minako là người duy nhất trong số các Senshi có họ không bắt đầu bằng chữ Kanji Nhật dùng để thể hiện trực tiếp thiên thể tương ứng đối với cô. Tuy nhiên, họ của cô lại có nghĩa là "Tình yêu" (爱), nó vẫn gián tiếp đại diện cho Sao Kim, giống như thần Venus (Vệ Nữ) là nữ thần tình yêu trong thần thoại Phương Tây. Cô là một trong số 2 Thủy thủ có tên được viết bằng chữ Hán. Một người khác nữa đó là Ami Mizuno.
- Họ của cô là một sự chơi chữ của cụm từ có nghĩa là "Tình yêu" (愛 の)(Aino), vì vậy tên cô nghe như là "Minako tình yêu"
- Bộ đồ học sinh cấp 2 của cô là bộ đồ cổ điển nhất trong số các Senshi. Phong cách trang phục như vậy phản ánh hệ thống trường học quân đội ở Nhật Bản trong quá khứ, vào khoảng thời Minh Trị (明治). Tuy nhiên, nguồn gốc thực sự của nó là ở Châu Âu, nơi mà cả nam sinh cũng có thể mặc chứ không chỉ dành riêng cho nữ sinh như ở Nhật.
- Số thành viên trong Three Lights Fan Club của cô là 278.
- Trong Manga và Series Live Action, Sailor Venus đeo một dây chuỗi ở eo. Nữ thần Aphrodite trong Thần Thoại Hy Lạp tương đương với thân Venus trong Thần Thoại La Mã, đeo một chiếc thắt lưng bằng vàng, có sức mạnh làm cho tất cả mọi người đều yêu người đeo nó.